# Гусиноозёрская котловина
Гусиноозёрская котлови́на — крупная межгорная впадина в Селенгинском районе Бурятии, в Селенгинском среднегорье.
Структура Джидино-Витимской группы впадин, разделяющей горные системы Прибайкалья и Западного Забайкалья. Длина котловины с северо-запада на юго-восток — около 60 км, ширина — от 10 до 14 км.

## География
С северо-запада котловину обрамляет Хамбинский хребет, отрог Хамар-Дабана, с высотами 1000—1420 м; с северо-востока — невысокий Убукунский увал (650—700 м), отделяющий котловину от Среднеубукунской впадины; с юго-востока — хребет Моностой (1173 м), с его продолжением на юго-запад грядой Холбольджин (до 832 м). На юге котловина переходит к долине реки Селенги, за которой протягивается Боргойский хребет (900—1000 м). На юго-западе за рекой Темник высятся горы Хоруха (до 1100 м).
Котловина сложена мезокайнозойскими осадочными отложениями, с которыми связано месторождение бурых углей. Высота днища составляет 520—570 м. В центре котловины, на высоте 550 м, лежит Гусиное озеро, в которое впадают со склонов Хамбинского хребта многочисленные ручьи и реки Загустай (с северо-востока) и Цаган-Гол (с юго-запада), образующие болотистые устья. Из южной оконечности озера вытекает единственный сток из водоёма — река Баян-Гол, впадающая в Селенгу. К юго-западу от Гусиного озера лежит обширная Тамчинская равнина, пересечённая реками Темник, Ялга-Гол, Цаган-Гол, Баян-Гол; на северо-востоке — долина реки Загустай.
Дно котловины занято степной растительностью, в верхней части Загустайской долины с островками березняков и осинников, на склонах — сухие степи. В юго-западном углу Тамчинской равнины по реке Темник произрастают крупнейшие в Восточной Сибири заросли облепихи крушиновидной. У северо-западного берега Гусиного озера находится единственный массив смешанного леса в котловине площадью 1 км².
По котловине проходят железная и автомобильные (А340, Р440) дороги на Монголию.

## Населённые пункты
На северо-восточном берегу Гусиного озера у подножия хребта Моностой расположен город Гусиноозёрск. Другие населённые пункты в котловине: Булак, Загустай, Заозёрный, Бараты, Гусиное Озеро, Цайдам, Темник, Ехэ-Цаган.